# Llista de doctors honoris causa per la Universitat Pompeu Fabra
Relació de persones investides com a doctors honoris causa per la Universitat Pompeu Fabra, actualitzada el desembre de 2021:
| #  | Curs    |  | Doctor honoris causa  | Disciplina                |
| -- | ------- |  | --------------------- | ------------------------- |
| 1  | 1999/00 |  | Desmond Tutu          | activisme polític         |
| 2  | 2001/02 |  | Miquel Batllori       | història                  |
| 3  | 2006/07 |  | Woody Allen           | cinema                    |
| 4  | 2007/08 |  | Robert M. Solow       | economia                  |
| 5  | 2009/10 |  | Michelle Bachelet     | política                  |
| 6  | 2009/10 |  | Alois Maria Haas      |                           |
| 7  | 2010/11 |  | Joan Manuel Serrat    | música                    |
| 8  | 2010/11 |  | Jordi Nadal           | història                  |
| 9  | 2011/12 |  | Eugenio Bulygin       | filosofia del dret        |
| 10 | 2011/12 |  | Ernesto Garzón Valdés | filosofia del dret        |
| 11 | 2011/12 |  | William Labov         | lingüístic                |
| 12 | 2012/13 |  | Miquel Barceló        | art                       |
| 13 | 2013/14 |  | Sydney Brenner        | biologia                  |
| 14 | 2015/16 |  | Frederick Wiseman     | cinema documental         |
| 15 | 2017/18 |  | Dorcas Muthoni        | enginyeria i emprenedoria |
| 16 | 2018/19 |  | Maria João Pires      | música                    |
| 17 | 2019/20 |  | Gonzalo Pontón        | història                  |
| 18 | 2020/21 |  | Angela Davis          | filosofia                 |